# Rhys Breen
Rhys Breen (* 6. Januar 2000 in Bellshill) ist ein schottischer Fußballspieler, der zuletzt bei Dunfermline Athletic unter Vertrag stand.

## Karriere
Rhys Breen wurde in Bellshill, einem Vorort von Glasgow geboren. Bis zum Jahr 2020 spielte er in der Jugendakademie der Glasgow Rangers. In seinem letzten Jugendjahr nahm er mit der U-20-Mannschaft der „Rangers“ am Challenge Cup 2019/20 teil und erreichte das Halbfinale. Im November 2019 erhielt Breen einen Profivertrag der bis zum Jahr 2021 lief. Ab August 2020 wurde Breen zusammen mit Kieran Wright an den schottischen Drittligisten Partick Thistle verliehen. Der Verein aus dem Glasgower-Stadtteil Maryhill gewann am Ende der Saison 2020/21 die Drittligameisterschaft. Breen war jedoch im Januar 2021 an Queen of the South, in die zweite schottische Liga weiterverliehen worden. Direkt im Anschluss an die Saison, wechselte Breen ab Mai 2021 auf Leihbasis zum Orange County SC in die USL Championship. Nach drei Monaten in den USA kehrte Breen nach Schottland zurück, um einen Zweijahresvertrag beim schottischen Zweitligisten Dunfermline Athletic zu unterschreiben.